# Liu Ping
Liu Ping (Xinyu, 2 de desembre de 1964) és una activista de drets civils xinesa. Com a antiga empleada de Xinyu Iron and Steel Group, va atraure l'atenció pública en postular-se per a un lloc de delegada local independent en l'Assemblea Popular Nacional de la Xina en 2011. Dos anys després, en 2013, Ping va ser arrestada per exigir públicament a oficials xinesos que revelessin el seu patrimoni i va ser la primera a ser jutjada entre els activistes arrestats del New Citizens' Movement a la Xina. Ping va ser sentenciada a sis anys i mig de presó al juny de 2014.

## Biografia
Ping va treballar en l'empresa Yuanxingang Equipment and Materials Co., una sucursal de Xinyu Iron and Steel Group fins que va ser obligada a retirar-se en 2009. Des d'aquest moment, va començar el seu activisme per augmentar la indemnització que rebien els seus col·legues que eren obligats a retirar-se com ella. Va enviar una petició al govern central en Beijing tres vegades i a l'any 2010 va estar detinguda 10 dies.
A l'abril de 2011, va decidir presentar-se com a candidata per a delegada local en l'Assemblea Popular Nacional de la Xina. Poc després d'anunciar la seva candidatura, el govern local va començar a assetjar-la, tant a ella com als seus seguidors. Les autoritats van considerar que la seva acció estava sent recolzada per "forces antixineses" i que per això representava una amenaça per als procediments electorals. Encara que Ping va obtenir bastants suports per aparèixer en la papereta per a les eleccions legislatives xineses, va ser declarada inelegible per Yang Jianyun, director de l'oficina electoral local.
El postulat de Ping va rebre un ampli recolzament en Xina, com per exemple per part de Yu Jianrong, influent investigador i sociòleg. Ell també va desencadenar una onada de candidatures a la Xina aquell mateix any 2011. Juntament amb Ping, un altre resident de Xinyu, Wei Zhongping, va participar en la carrera i també va ser declarat inelegible per les autoritats. Més de 100 persones van anunciar campanyes on-line, incloent celebritats com Li Chengpeng, tot i que finalment en van participar molt poques. L'autoritat xinesa es va prendre això molt de debò i es va assegurar que ni un sol candidat independent aparegués en les paperetes electorals. Xu Zhiyong, un conegut estudiant i activista, que va participar com a independent dues vegades amb anterioritat, no va tenir èxit aquest any.
Ping va participar en diverses campanyes mediàtiques després d'aquest intent fallit. En 2011, va organitzar una visita amb un grup de ciutadans per conèixer a l'advocat Chen Guangcheng, que estava en arrest domiciliari i estricta vigilància en Linyi, Shandong. També va ser al poble de Wukan per donar suport als vilatans durant les protestes que s'estaven produint en aquesta ciutat.
En 2013, molts ciutadans xinesos van prendre al carrer per reclamar que els oficials xinesos revelessin la seva riquesa. El 23 d'abril de 2013, Liu Ping, Wei Zhongping i Li Sihua van organitzar una manifestació en Xinyu. Liu va ser arrestada el 27 d'abril, i Wei i Li van ser arrestats poc després. La detenció inicialment va ser per incitar a la subversió contra el poder estatal. Aquest càrrec va ser modificat per tres càrrecs poc després: assemblea il·legal, reunió multitudinària per interrompre l'ordre públic, i utilització d'una organització de culte per soscavar la llei. El judici lloc el 28 d'octubre de 2013, i molts dels seus seguidors i testimonis van ser assetjats o detinguts.
El juny de 2014 va ser sentenciada a sis anys i mig de presó per un tribunal de la província de Jiangxi per utilitzar un culte per danyar l'aplicació de la llei, reunint a una munió per pertorbar l'ordre en llocs públics, provocant disputes i baralles.